# Mayo Doko
Mayo Doko (土光 真代 Doko Mayo?,  nacido el 3 de mayo de 1996 en Saitama) es una futbolista japonesa que jugaba como defensa.
Doko jugó 1 veces para la selección femenina de fútbol de Japón.

## Trayectoria

### Clubes
| Club             | País  | Año    |
| ---------------- | ----- | ------ |
| Nippon TV Beleza | Japón | 2012 - |

### Selección nacional
| Selección | País  | Año    |
| --------- | ----- | ------ |
| Absoluta  | Japón | 2018 - |

## Estadística de equipo nacional
| Selección femenina de fútbol de Japón | Selección femenina de fútbol de Japón | Selección femenina de fútbol de Japón |
| Año                                   | Partidos                              | Goles                                 |
| ------------------------------------- | ------------------------------------- | ------------------------------------- |
| 2018                                  | 1                                     | 0                                     |
| Total                                 | 1                                     | 0                                     |